# La Terre du mensonge
La Terre du mensonge est le huitième épisode de la dixième saison de la deuxième série télévisée britannique Doctor Who Il est diffusé le 3 juin 2017 sur BBC One et en France le 30 septembre 2017 sur France 4. Il conclut l'arc en trois parties commencé par Extremis et suivi par La Pyramide de la fin du monde.

## Distribution
- Peter Capaldi : Le Docteur
- Pearl Mackie : Bill Potts
- Matt Lucas : Nardole
- Michelle Gomez : Missy
- Stewart Wright : Alan

## Résumé
Le monde s'accroche à un mensonge de masse et seule Bill Potts connaît la vérité. Lorsque même le Docteur s'est rallié au camp adverse, il est l'heure pour Bill de convaincre le Seigneur du Temps que l'humanité est en danger mortel. Que se passera-t-il si elle n'y arrive pas ? 

### Continuité
- Le Docteur fait référence aux Daleks (flashback de Dans le ventre du Dalek), Cybermen (flashback de Le Cyberplanificateur) et des Anges Pleureurs (flashback de Les Anges Pleureurs).
- On peut voir un magasin de téléviseurs du nom de "Magpie Electrical" lorsque Bill regarde les informations à travers les vitrines de ce magasin, ce qui était le nom du magasin de téléviseurs dans l'épisode L'hystérique de l'Étrange Lucarne (2006). La même marque est également aperçue dans l'épisode Avant l'inondation sur l'amplificateur de la guitare du Docteur.
- Pour la première fois dans l'histoire de la série, le Docteur se révèle capable de simuler une régénération de lui-même. Aidé du Teselecta, il l'avait fait dans les épisodes L'Impossible Astronaute, première partie et Le Mariage de River Song.